# فين هالس
فين هالس (بالنرويجية البوكمول: Finn Halse)‏ هو مترجم نرويجي، ولد في 26 أغسطس 1910 في كريستيانية في النرويج، وتوفي في 9 أبريل 1980 في ميورقة في إسبانيا.